# Асуан
За административната област вижте Асуан (област).
Асуан (на арабски أسوان, Aswān, Eswan за Вратата; в древността Сиене) е град на брега на река Нил в Египет, административен център на областта Асуан. Разположен е на 106 m надморска височина. Населението му е 220 000 жители през 2002 г. Асуан е най-южният град на Египет.
В древността египтяните забелязали, че слънцето на това място най-продължително време не прави сянка и очертали на това място северния тропически паралел, който със съвременни методи е установен малко по̀ на юг.

## Забележителности
Англичаните построяват първата асуанска язовирна стена (Долната Асуанска стена), дълга 2 km, през 1902 г., а съветски и български специалисти – Горната Асуанска стена, дълга 3,6 km и висока 111 m, открита на 15 януари 1971 г. Стената е широка 1 km в основата и 40 m на върха. Язовирът Насър по онова време е вторият по големина в света: дълбочината му е 300 m, а дължината е 400 km.
През 1964 г. ЮНЕСКО започва най-голямата спасителна акция в историята на археологията. Освен храма Абу Симбел, са преместени и 35 села. 150 000 души са изселени принудително, повечето към Ком Омбо, на 60 km северно от Асуан.
Градът е обграден от старини. Храмове и дворци от времето на фараоните и птолемеите сега са погребани под пясък, както и крепости от римляните и арабите.
Каменоломните с червен гранит, в които са се сечели обелиските и колосалните статуи за цял Египет, също се намират около Асуан.
На левия бряг се намират също и острови с храмовете Елефантин и Филае.
Много от храмовете са спасени от язовир Насър като са затрупани първоначално с пясък. След набавянето на средства от ЮНЕСКО, храмовете са изрязани от скалите или нарязани и парче по парче номерирани биват пренесени на сегашното си място, което обикновено е връх на хълм или планина, които изглеждат като острови след построяването на язовира. Такива спасени, нарязани и отново сглобени в първоначалния си вид, са Абу Симбел и Филае.
През 1998 г. е открит нубийския музей, съдържащ статуята на Рамзес III, 1200 експонати, показващи историята на Нубия, малко примерно селце в етнографския отдел и др.